# 51-я танковая дивизия (СССР, 1968)
51-я танковая дивизия (сокр. 51 тд, в/ч 84693) — тактическое соединение Сухопутных войск СССР. С 1974 года находилась в составе 39-й общевойсковой армии Забайкальского военного округа.
Дивизия дислоцировалась в городе Булган Монгольской Народной Республики.

## История
Дивизия создана в Новочеркасске на бывшей базе убывшей в Забайкальский военный округ 5-й гвардейской танковой дивизии 12 ноября 1968 года. В 1974 году 51-я дивизия уехала туда следом, но уже на территорию Монгольской Народной Республики.
51-я танковая дивизия, в порядке общего вывода 39-й общевойсковой армии из МНР, передислоцирована в пгт Наушки (Бурятская АССР) 1 октября 1989 г. и расформирована.

## Состав
- управление (Булган);
- 349-й танковый полк (Булган);
- 421-й танковый полк (Булган);
- 468-й танковый полк (Булган);
- 189-й мотострелковый полк (Эрденет);
- 1223-й самоходный артиллерийский полк (Булган);
- 1224-й зенитный ракетный полк (Булган);
- 173-й отдельный ракетный дивизион (Булган);
- 252-й отдельный разведывательный батальон (Булган);
- 547-й отдельный инженерно-сапёрный батальон (Булган);
- отдельный ремонтно-восстановительный батальон (Булган);
- 1020-й отдельный батальон связи (Булган);
- 1085-й отдельный батальон материального обеспечения (Булган);
- отдельный медицинский батальон (Булган);
- отдельная рота химической защиты (Булган);
- ОВКР (Булган).[3]